# Bosc de la Caseta
El bosc de la Caseta és una pineda del poble de Lladurs, al municipi del mateix nom, al Solsonès situada al vessant de ponent de la rasa de Cirera.